# Apache in agguato
Apache in agguato (Six Black Horses) è un film western del 1962 diretto da Harry Keller.

## Trama
Ben Lane, avendo perso il proprio cavallo, vaga con una pesante sella sotto il braccio alla ricerca di un nuovo cavallo. Ne cattura uno che ritiene randagio. Accusato di furto, viene salvato dal capestro dall'intervento di Frank Jesse, un pistolero risoluto e spregiudicato. I due poi si dirigono a Perdido. Qui vengono assunti come guide da Kelly, una bionda affascinante e misteriosa, che dichiara di voler attraversare il territorio indiano per potersi ricongiungere con il marito. La realtà però è ben diversa: il marito di Kelly è stato assassinato da Frank e lo scopo della donna è quello di vendicarne la morte.
Il viaggio si snoda attraverso il territorio di Apache Coyotero dove il pericolo si nasconde dietro ogni roccia. Pur di raggiungere il suo scopo, Kelly cerca di sedurre Ben e gli offre anche la parte di danaro destinata a Frank. Ben esita perché il suo sogno è quello di avere abbastanza danaro per acquistare un ranch, ma poi in lui prevale la lealtà verso l'amico.
Alla fine, dopo vari scontri con gli indiani, Ben è costretto a uccidere Frank in una sparatoria e questi vede realizzato il suo ultimo desiderio: essere portato a Boot Hill in una carrozza funebre trainata da sei cavalli neri.

## Produzione
Il film, diretto da Harry Keller su una sceneggiatura di Burt Kennedy, fu prodotto da Gordon Kay per la Universal International Pictures e girato a St. Georges nello Utah.
Una caratteristica del film è rappresentata dal cane Collie che accompagna Ben Lane ovunque durante le sue scorribande, anche tenendosi in equilibrio precario in groppa ad un cavallo al galoppo.

## Distribuzione
Il film fu distribuito con il titolo Six Black Horses negli Stati Uniti dal giugno del 1962 (première a New York il 24 aprile 1962) al cinema dalla Universal Pictures.
Alcune delle uscite internazionali sono state:
- in Germania Ovest il 24 agosto 1962 (Sechs schwarze Pferde)
- in Austria nell'ottobre del 1962 (Sechs schwarze Pferde)
- in Svezia il 26 dicembre 1962
- in Finlandia il 15 febbraio 1963 (Kuusi mustaa hevosta)
- in Danimarca l'8 aprile 1963
- in Grecia (Exi mavra aloga)
- in Brasile (Gatilhos em Duelo)
- in Francia (Six chevaux dans la plaine)
- in Italia (Apache in agguato)

## Critica
Secondo il Morandini il film è "tradizionale, un po' convenzionale, diretto con solido mestiere". Secondo Leonard Maltin il film è un "western mediocre con una sceneggiatura di Kennedy apparentemente avanzata dalla serie (di film) di Budd Boetticher con Randolph Scott".